# Martia agraria
La llei Martia agraria va ser una llei proposada per Luci Marci Filip l'any 104 aC quan era tribú de la plebs. D'aquesta llei agrària no se'n coneixen detalls, però és recordada per l'habilitat del discurs que va fer en la seva defensa. Sembla estava destinada a donar-li popularitat, però no ho va aconseguir i no va insistir en la seva presentació.